# ル・キャピトール (列車)

ル・キャピトールの走行経路（赤+橙）
橙 : 1967年からの200km/h運転区間
青 + 黒 : パリ - トゥールーズ間のTGVの走行経路
青 : LGV大西洋線

ル・キャピトール（フランス語: le Capitole）はフランス国鉄がパリのオステルリッツ駅とトゥールーズのマタビオ駅の間で運行していた列車である。1967年にフランスで初、世界では3番目（長期間続いたものとしては東海道新幹線に次ぎ2番目）の最高速度200km/hでの運転を開始した。

## 歴史

### 登場

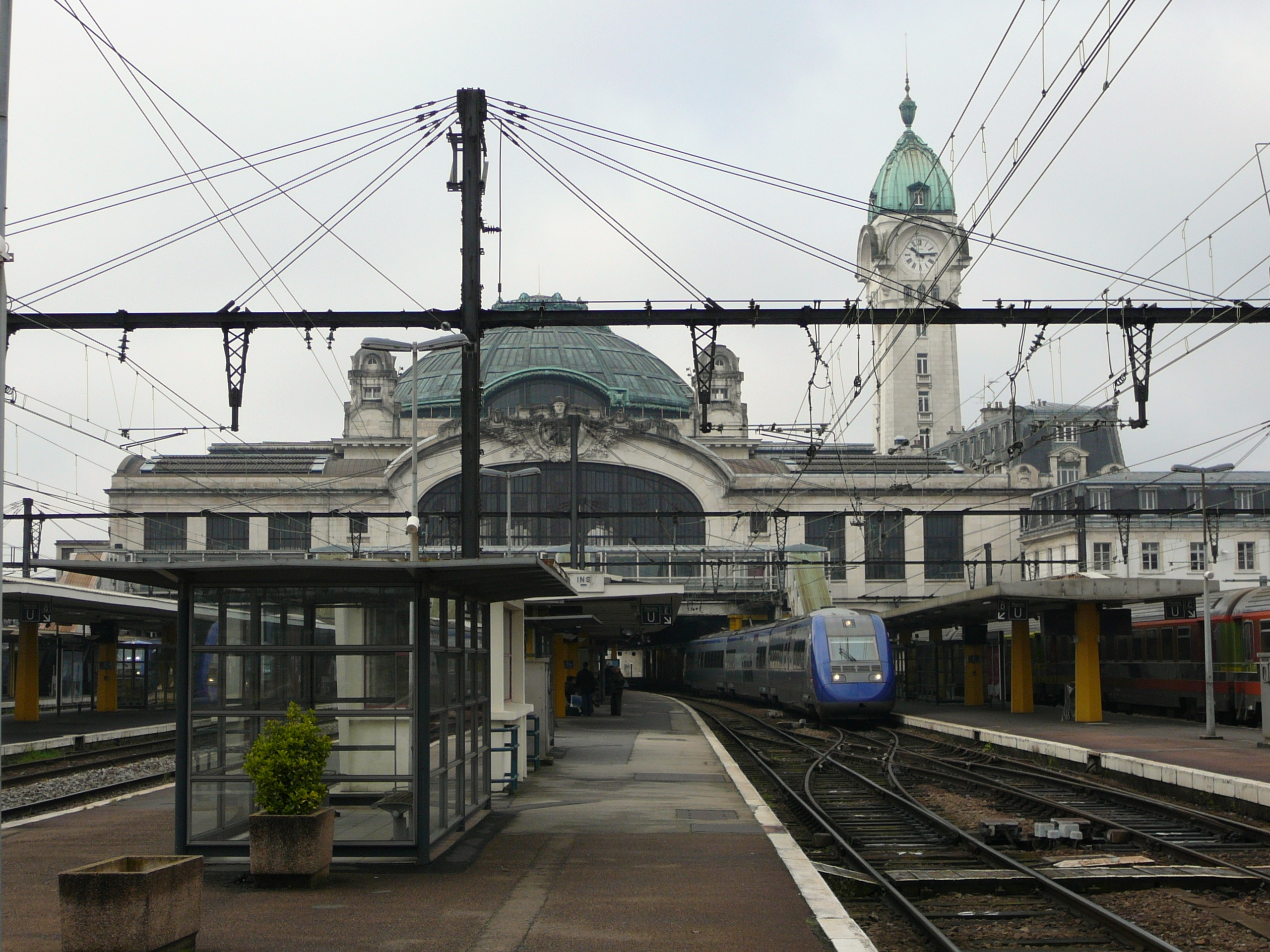
リモージュ・ベネディクタン駅

パリからレゾブレ（Les Aubrais, オルレアンの隣駅）、ヴィエルゾン(Vierzon)、リモージュ、カオール、モントーバンなどを経由してトゥールーズに至る全長712.3kmの路線が全通したのは1891年のことである。第二次世界大戦前まで、この区間における最速列車は夜行列車のバルセロナ急行であり、所要時間は8時間50分だった。昼行列車はこれより停車駅が多く、所要時間が長くなっていた。
大戦後にはパリからトゥールーズ経由ニームへの昼行急行列車が運行を開始した。このうちパリ行きの一本はトゥールーズ - パリ間の所要時間7時間35分を達成した。ただしパリ発の列車とパリ行きのもう一本の昼行列車は同区間で8時間以上を要していた。一方、パリからボルドー経由スペイン方面への南急行（シュド・エクスプレス）とボルドー - トゥールーズ間の列車を乗り継ぐと7時間台での到達が可能であった。
1960年11月15日のダイヤ改正でパリ - トゥールーズ間を7時間で結ぶ急行列車「ル・キャピトール」が登場した。所要時間の短縮のため、途中の停車駅はリモージュ、ブリーヴ＝ラ＝ガイヤルド(Brive-la-Gaillarde)、カオール、モントーバンの4駅に絞られ、パリ・オステルリッツ - リモージュ間400kmは無停車であった。パリ発、トゥールーズ発とも夕方に発車し深夜に到着するダイヤであった。
牽引機関車はBB9200型電気機関車(BB 9200)、客車はDEV inox客車(Voiture DEV Inox)の一等車と荷物車、食堂車の編成であった。乗車には一等運賃のほか8.50フランの特別料金が必要だった。
1962年5月27日からは所要時間が15分短縮され6時間45分となった。このころの最高速度は150km/hだった。

### 200km/h運転

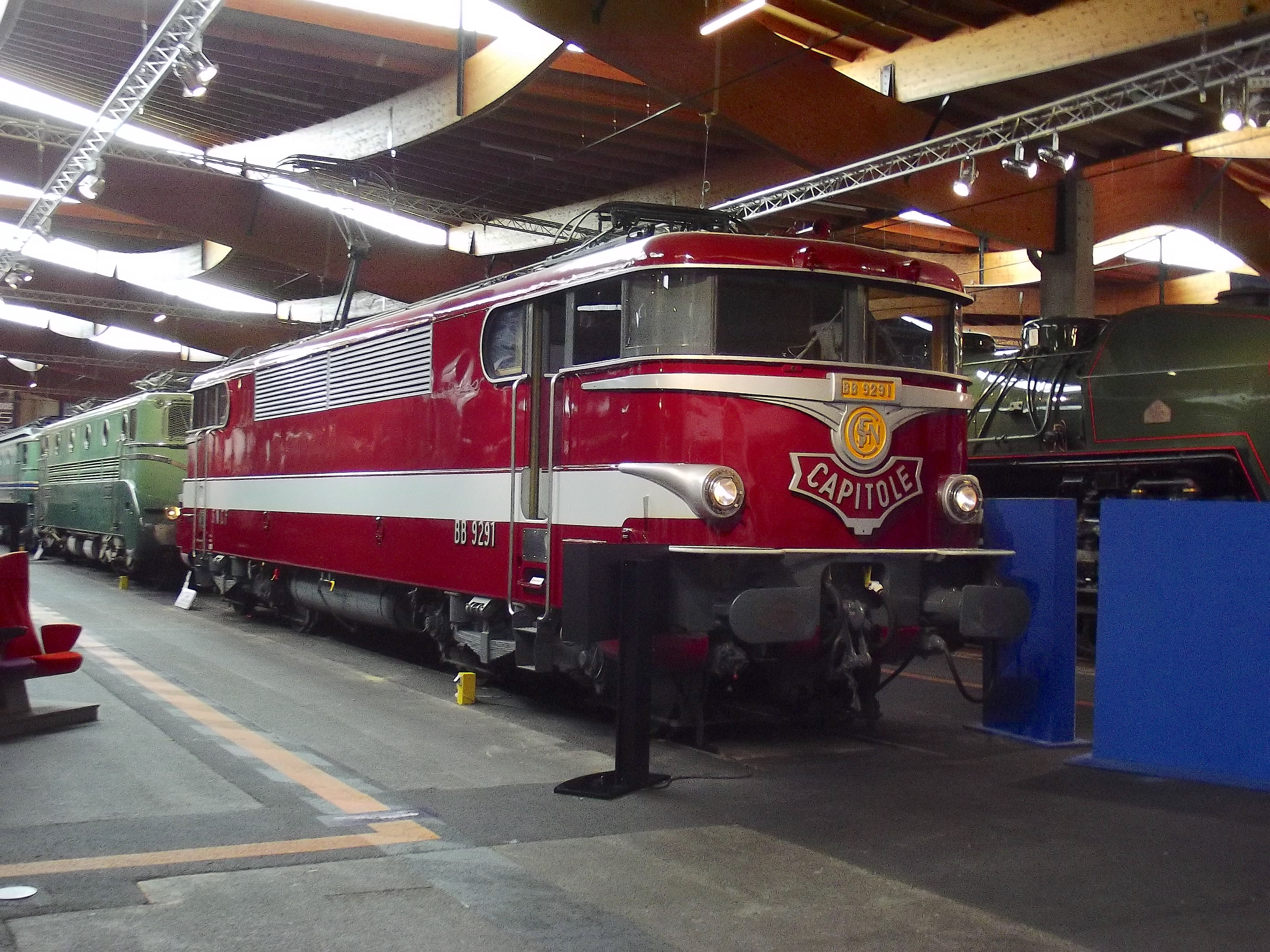
シテ・デュ・トランに保存されている当時の牽引機BB9291

1967年5月28日からル・キャピトールはレゾブレ（パリ起点125キロ地点） - ヴィエルゾン間（同195キロ地点）間で最高速度200km/hでの運転を始めた。
200km/h以上での運転はフランスで初、世界では東海道新幹線（1964年、210km/h）、ドイツ国鉄のアウクスブルク - ミュンヘン間（1966年）に次ぎ三例目である。ただしドイツでは線路の磨耗が激しいために短期間で中止しており、長期間続いたものとしては世界二例目、ヨーロッパでは初であった。
200km/h運転のため、BB9200形電気機関車のうち2両（9291号機と9292号機）が台車やパンタグラフを専用のものとし最高速度を250km/hに向上させられた。ほかに2両が予備として200km/h対応に改造された。客車はUIC客車(Voiture UIC)で、台車がやはり200km/h対応のものと交換された。機関車と客車はPaul Arzensのデザインによる赤を基調とした専用塗装が施された 。
新幹線や後のTGV専用高速線（LGV）とは異なり、200km/h運転区間には踏切があり、またプラットホームに接した線路を高速で通過することもあった。
この時のダイヤ改正でパリ - トゥールーズ間の所要時間は45分短縮され6時間（表定速度118.8km）となった。ただし、このうち200km/h運転を行ったことによる効果は5分のみであり、40分は他の区間での速度制限の緩和によるものである。またパリ - リモージュ間（無停車）400kmの所要時間は2時間54分で、表定速度は137.8kmに達した。

### TEE
1968年9月29日からはパリ、トゥールーズを朝発車する一往復が増発され、一つの編成が一日一往復するようになった。
1970年9月27日からル・キャピトール二往復はTEEとなった。同時に使用客車はグラン・コンフォール客車(Voiture Grand Confort)に、また機関車はCC6500形電気機関車(CC 6500)に変更された。機関車と客車は灰色地にオレンジ色の帯で塗装されていた。
1971年夏のダイヤ改正では新たにギエルヴァル（Guillerval, エタンプの南） - セルコット(Cercottes, オルレアンの北）間46kmの速度が200km/hに引き上げられた。これによりル・キャピトールの所要時間は4分短縮され5時間56分となった。
またこのころにはル・キャピトールを補完するためパリ - ブリーヴ間などに他の急行列車が運行された。これにはかつてル・キャピトールに使用されたUIC客車が用いられた。
1974年-75年の冬ダイヤからは、ヴィエルゾン・ヴィル駅構内の通過速度の向上などにより、所要時間が7分（夕方のトゥールーズ行のみ3分）短縮され、5時間50分となった。これがル・キャピトールの所要時間の最短記録となった。
1975年には、午前のトゥールーズ行が新たにシャトールーに停車するようになり、所要時間が3分延びた。1979年からは夕方のパリ行も同様に停車するようになった。1980年時点で、パリ - トゥールーズ間の所要時間は6時間02分から08分であった。
1980年代になると、航空機との競争によりTEE網は縮小を余儀なくされた。1982年5月23日からは午前のトゥールーズ行と夕方のパリ行に二等車が連結されるようになり、TEEではなくなった。二等客車にはコライユ客車が用いられた。残る午前のパリ行、夕方のトゥールーズ行も、1984年9月30日から二等車を連結することになり、TEEではなくなった。同時に停車駅が増え、所要時間も延びた。

### TGV以降

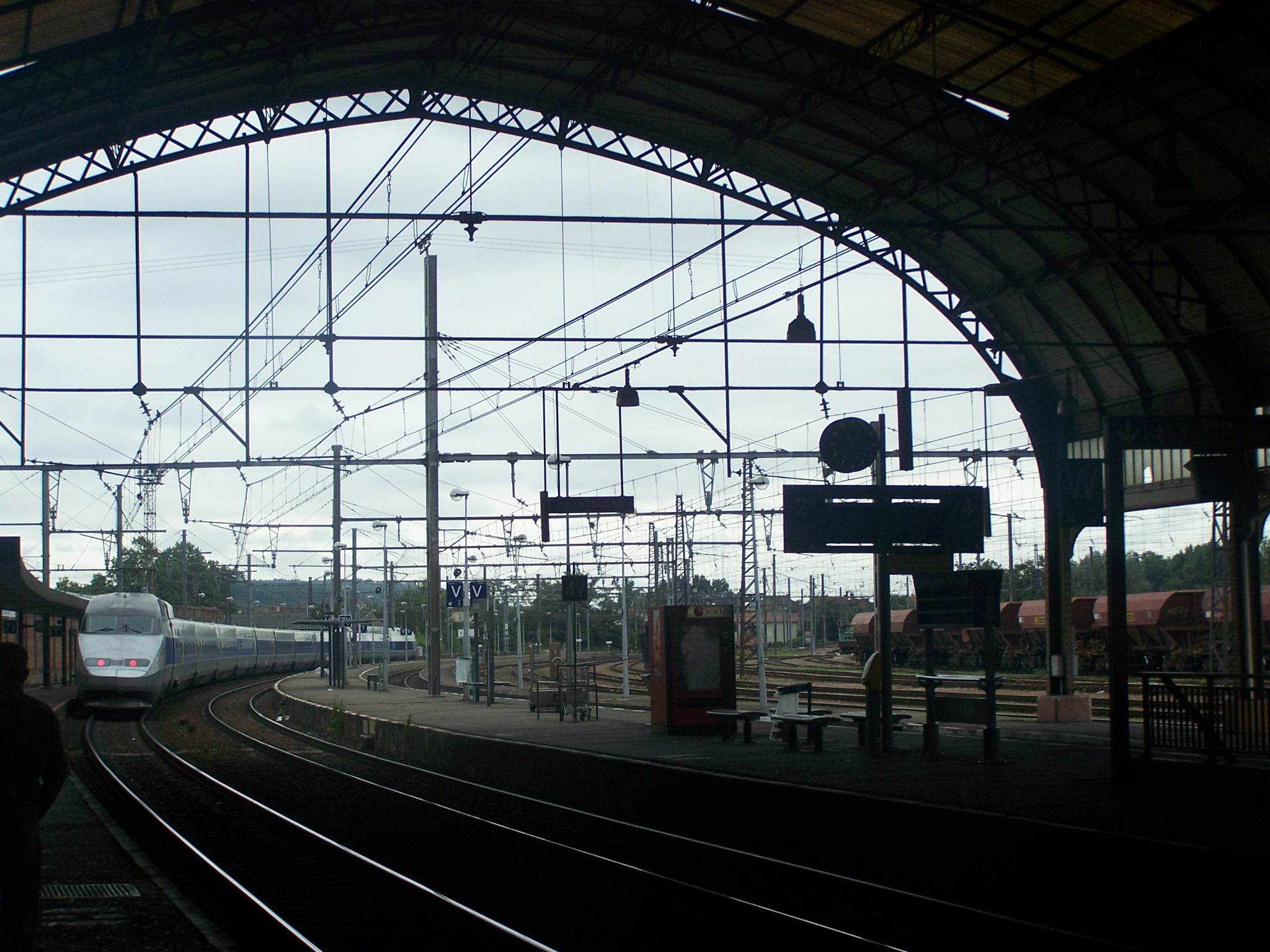
モントーバン駅を発車するトゥールーズ行TGV

1990年、パリ - トゥール間のLGV大西洋線（南西分岐）開業にともない、パリ・モンパルナス駅 - トゥールーズ・マタビオ駅間にボルドー経由のTGVが1日1往復運行されるようになった。ボルドー経由の距離は824.4kmとル・キャピトールの走行路線より長いものの、所要時間は5時間06分であり、ル・キャピトールはパリ - トゥールーズ間の最速列車ではなくなった。また直通TGVは一往復のみだったが、他にパリ - ボルドー間のTGVとボルドー - トゥールーズ間の列車を乗り継いで5時間台で到達することも可能となった。
1991年にはパリ - トゥールーズ間の直通TGVがもう1往復増発されるのと引き替えに、ル・キャピトールは午前のトゥールーズ行、夕方のパリ行の1往復に削減された。他の1往復はパリ - ブリーヴ間に短縮され、列車名をテュレンヌ(Turenne)と改めた。
2004年11月からはコライユ・テオズがパリ - トゥールーズ間に運行されているが、「ル・キャピトール」という列車名は用いられていない。途中停車駅は一部列車を除き12駅である。

## 200km/h運転の評価
1969年からパリの国際鉄道連合に出向していた山之内秀一郎によれば、ル・キャピトールの200km/h運転の背景には、日本の新幹線が世界初の200km/h以上での運転を行なったことがある。フランスの鉄道関係者は日本に先を越されたことにショックを受けていた。フランス国鉄にとって200km/h運転そのものは技術的に難しいことではなかったが、新幹線のように高速運転に適した専用路線がなかった。そこで在来線の中からル・キャピトールのレゾブレ - ヴィエルゾン間が選ばれ200km/h運転を行なった。しかしその効果はわずかなものであり、山之内は200km/h運転はむしろプライドのために行なわれたと評している。
フランスにおける本格的な高速鉄道は1981年のTGVを待たなければならなかった。